# Callidula hypoleuca
Callidula hypoleuca is een vlinder uit de familie van de Callidulidae. De wetenschappelijke naam van de soort is voor het eerst geldig gepubliceerd in 1887 door Butler.